# Вирзоль-Рейн-Неккар-арена
«Ви́рзоль-Рейн-Не́ккар-аре́на» (нем. Wirsol Rhein-Neckar-Arena) — многопрофильный стадион в Зинсхайме, Германия. Стадион используется, в основном, для футбольных матчей и является домашней ареной клуба «1899 Хоффенхайм». Стадион вмещает 30 164 человек, расположен в городе с населением 35 000. «Вирсоль», чьё спонсорское название носит стадион, — немецкая компания, работающая в области получения и распределения солнечной энергии.

## История
Новопостроенный в 2007—2009 годах стадион заменил устаревший морально и технически и неспособный вместить в себя достаточно болельщиков 6,5-тысячный «Дитмар-Хопп-Штадион». В первом матче 31 января 2009 года «Хоффенхайм» принимал клуб «Энерги Котбус» и выиграл со счётом 2:0. На стадионе проходили матчи чемпионата мира по футболу среди женщин 2011 года (в том числе и матч за бронзовые медали, в котором сборная Швеции одолела сборную Франции со счетом 2:1).